# Коллікен
Коллікен (нім. Kölliken) — громада  в Швейцарії в кантоні Ааргау, округ Цофінген.

## Географія
Громада розташована на відстані близько 65 км на північний схід від Берна, 7 км на південь від Аарау.
Коллікен має площу 8,9 км², з яких на 23,1% дозволяється будівництво (житлове та будівництво доріг), 33% використовуються в сільськогосподарських цілях, 43,6% зайнято лісами, 0,3% не є продуктивними (річки, льодовики або гори).

## Демографія
2019 року в громаді мешкало 4581 особа (+11,2% порівняно з 2010 роком), іноземців було 20,7%. Густота населення становила 515 осіб/км².
За віковим діапазоном населення розподілялося таким чином: 22,2% — особи молодші 20 років, 61,2% — особи у віці 20—64 років, 16,6% — особи у віці 65 років та старші. Було 1911 помешкань (у середньому 2,4 особи в помешканні).
Із загальної кількості 1528 працюючих 48 було зайнятих в первинному секторі, 428 — в обробній промисловості, 1052 — в галузі послуг.